# Takao Kawaguchi
Takao Kawaguchi (Hiroshima, 13 de abril de 1950) é um ex-judoca japonês, medalhista de ouro nos Jogos Olímpicos de Munique na categorias até 63 kg.